# Sófilos

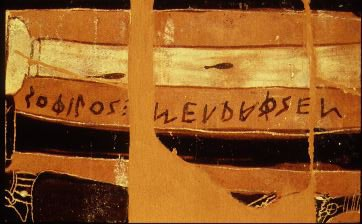
Dinos de figuras negras, Ática, h. 570 a. C. Firmado por Sófilos: ΣΟΦΙΛΟΣ [...] ΜΕΓΡΑΦΣΕΝ, «Sófilos me pintó». Museo Británico.

Sófilos (en griego antiguo: Σώφιλος) fue uno de los más grandes pintores de vasos griegos de cerámica de figuras negras de Atenas, que floreció en torno al 580 y 570  a. C. y es el primero que se sabe que firmó sus obras. 
En lugar de una representación principal o friso como se puede ver en vasijas posteriores de figuras negras como las de Exequias, los frisos de las vasijas de Sófilos representan escenas de animales y motivos florales de estilo corintio, como perteneciente a la segunda generación de ceramistas de figuras negras.
Se inscribe en la estela del pintor de Nesos y del pintor de la Gorgona, que pudo ser su maestro, o por lo menos el miembro más antiguo del taller donde Sófilos comenzó su carrera.
Sófilos firmó cuatro vasos, tres de ellos como pintor que se conservan en el Museo Británico. Dos de ellos, tipo dinos (vasija grande usada para mezclar agua y vino en las cenas o simposios, muy típico de la época e incluían frisos decorativos). En el primero, el más famoso, se representa la boda de Peleo y de la ninfa Tetis (que más tarde se convertirían en los padres del famoso héroe griego Aquiles). En el segundo, se representan los juegos en honor de Patroclo en el que la carrera de carros se celebra en un hipódromo, en lugar de en la llanura de Troya. Llevan la inscripción Σοφιλος εγραφσεν. 
El tercero cuenta con un pequeño fragmento que lleva la firma del pintor. Por último, firmó como alfarero un luterion, hoy en el Museo Arqueológico Nacional de Atenas, que representa la lucha de un ser humano, tal vez Heracles, contra los centauros.